# 시민관

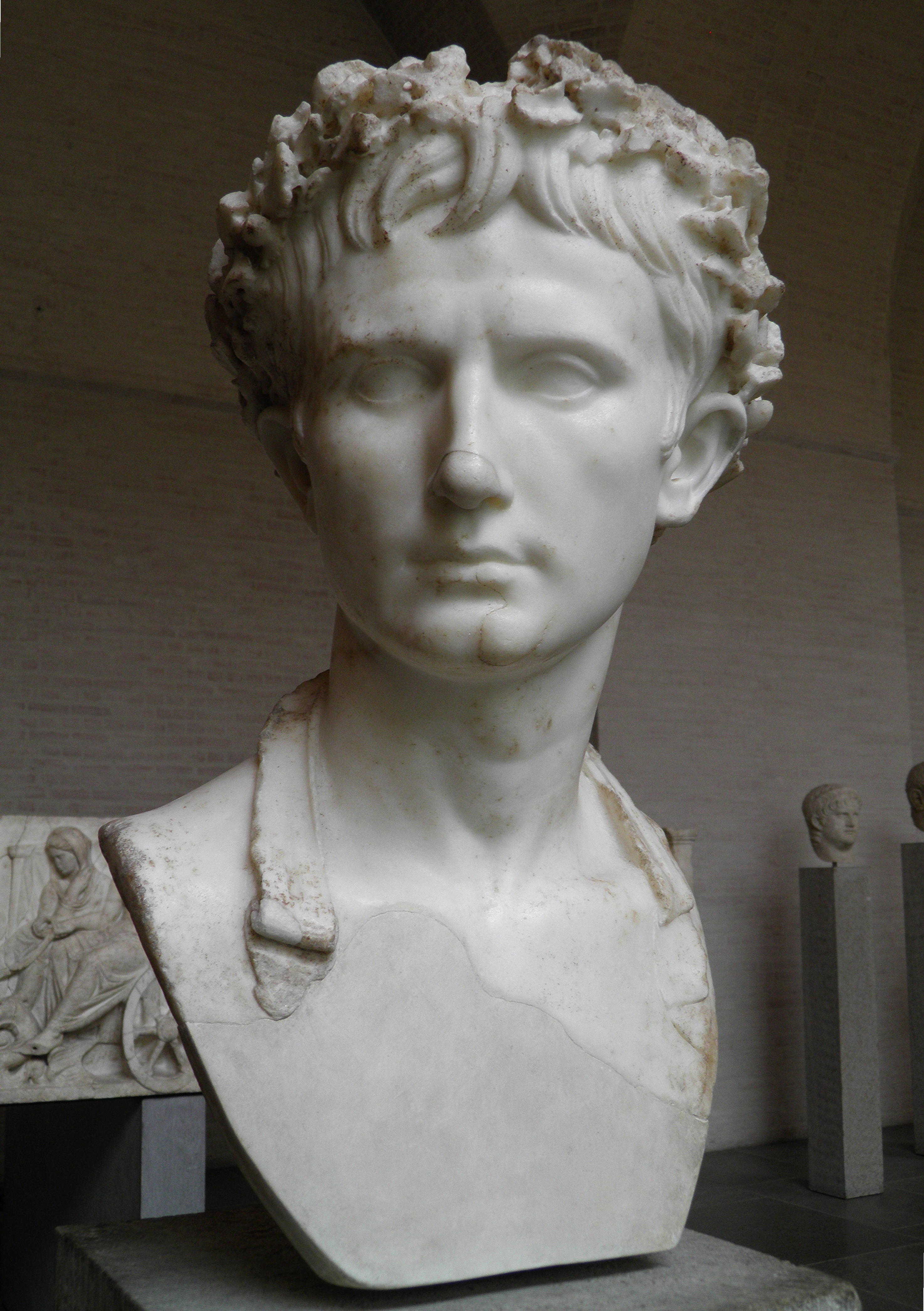

시민관(라틴어: corona civica)은 떡갈나무잎으로 만든 관이다. 로마 공화정과 제정 초기에 로마군에서 수여하는 두 번째로 영예로운 훈장이었으며, 동료 병사의 목숨을 구한 이에게 수여되었다. 기원전 27년에 원로원이 아우구스투스에게 내전을 종결시켜 수많은 이들의 생명을 구했다는 이유로 수여하였다. 이후 시민관은 로마의 황제에게 주어지는 특전이 된다. 시민관을 받은 사람 중에 유명한 이로는 스키피오 아프리카누스와 율리우스 카이사르가 있다.

## 같이 보기
- 월계관